# Linha de Burton
Linha de Burton é o nome que se dá à coloração escura da gengiva, ocasionada por saturnismo ou contaminação por bismuto ou chumbo.